# Calvaire des Bretons
Le calvaire des Bretons est un monument religieux catholique situé à Lourdes, dans le département français des Hautes-Pyrénées, région Occitanie, en France.

## Historique
Le calvaire a été construit entre 1899 et 1901 sous la direction de l’architecte Ernest Le Guerranic et les sculptures ont été réalisées par le sculpteur Yves Hernot de Lannion. Le calvaire a été inauguré le 13 septembre 1900.  

## Description
Le calvaire de Lourdes représente la scène du Vendredi saint, lorsque Jésus est crucifié.
Le calvaire, d'une hauteur de 12 mètres, est composé d'un Christ en croix qui mesure 2 mètres, des statues de la Vierge, saint Jean, sainte Marie-Madeleine et saint Longin qui ont une hauteur de 1,80 m. 
C'est un don des diocèses de Quimper, Saint-Brieuc, Vannes, Rennes et Nantes.
Comme à leurs habitudes, les Hernot présentent le Christ sur une croix au fût cylindrique à écots et aux extrémités écotées, la tête penchée à droite, les pieds joints.

## Localisation
Le calvaire est situé sur la commune de Lourdes, à l'entrée est du Sanctuaire de Notre-Dame de Lourdes.

## Galerie

Sélection de vues du calvaire.
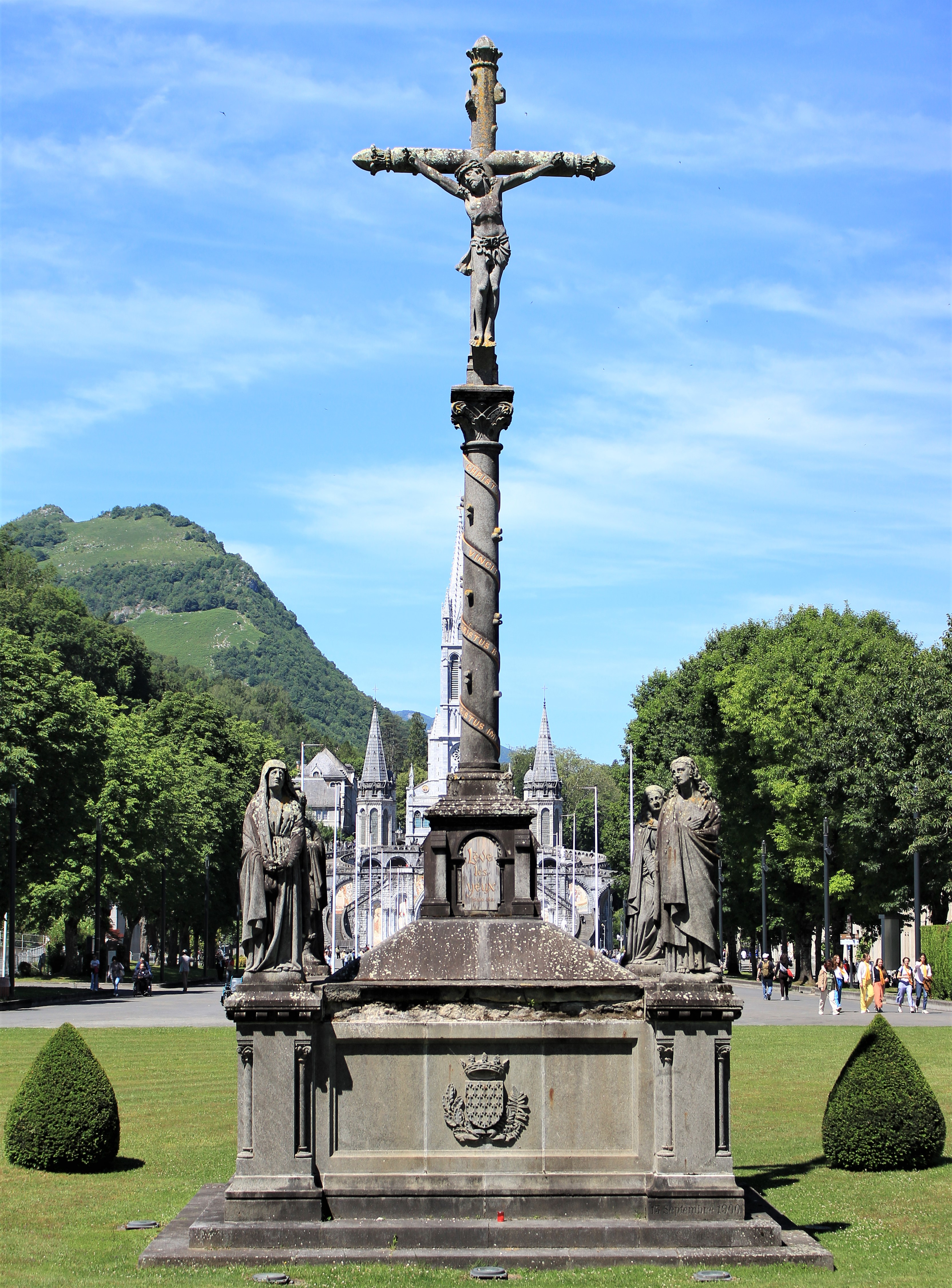
Vue générale.
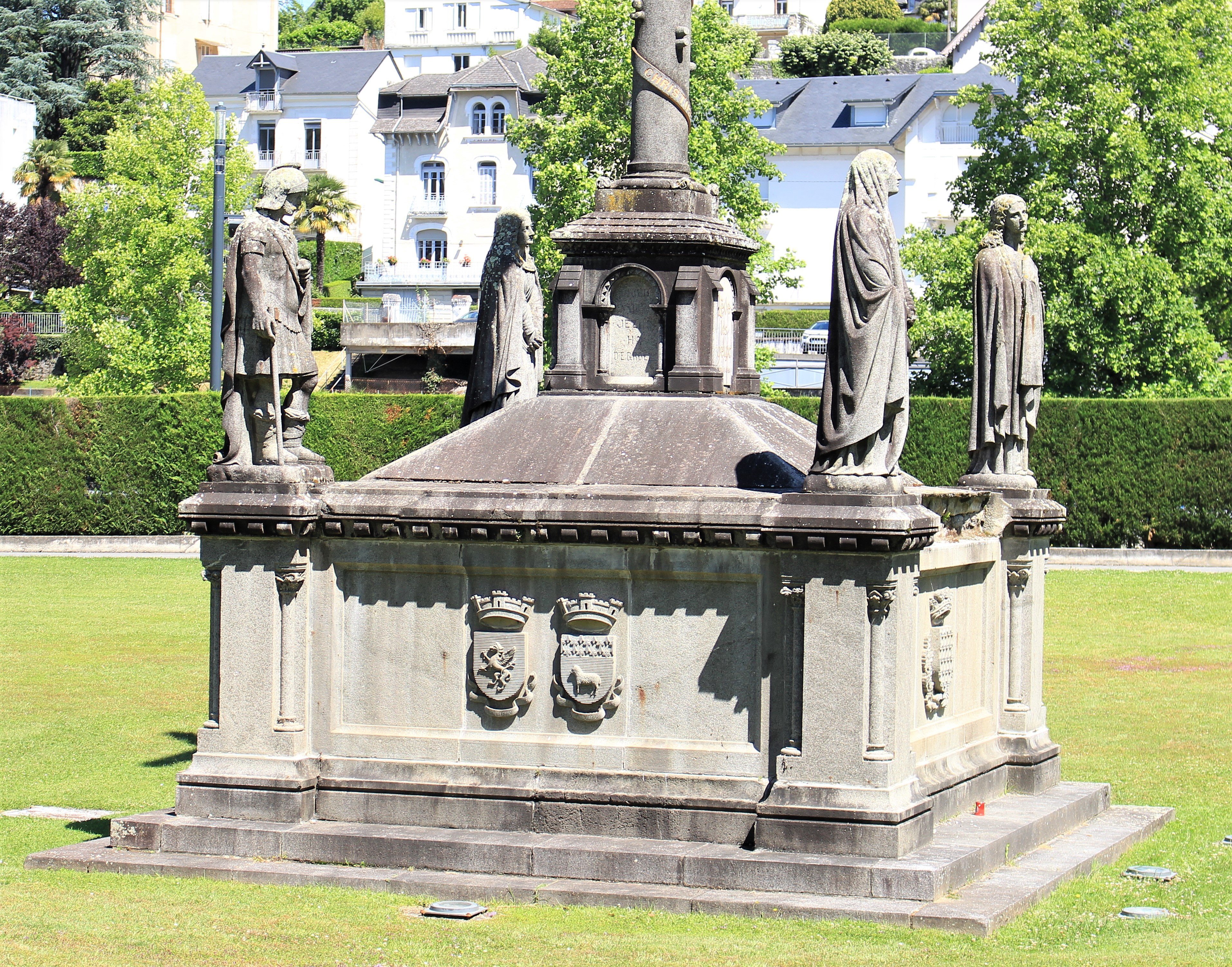
Vue de la base.
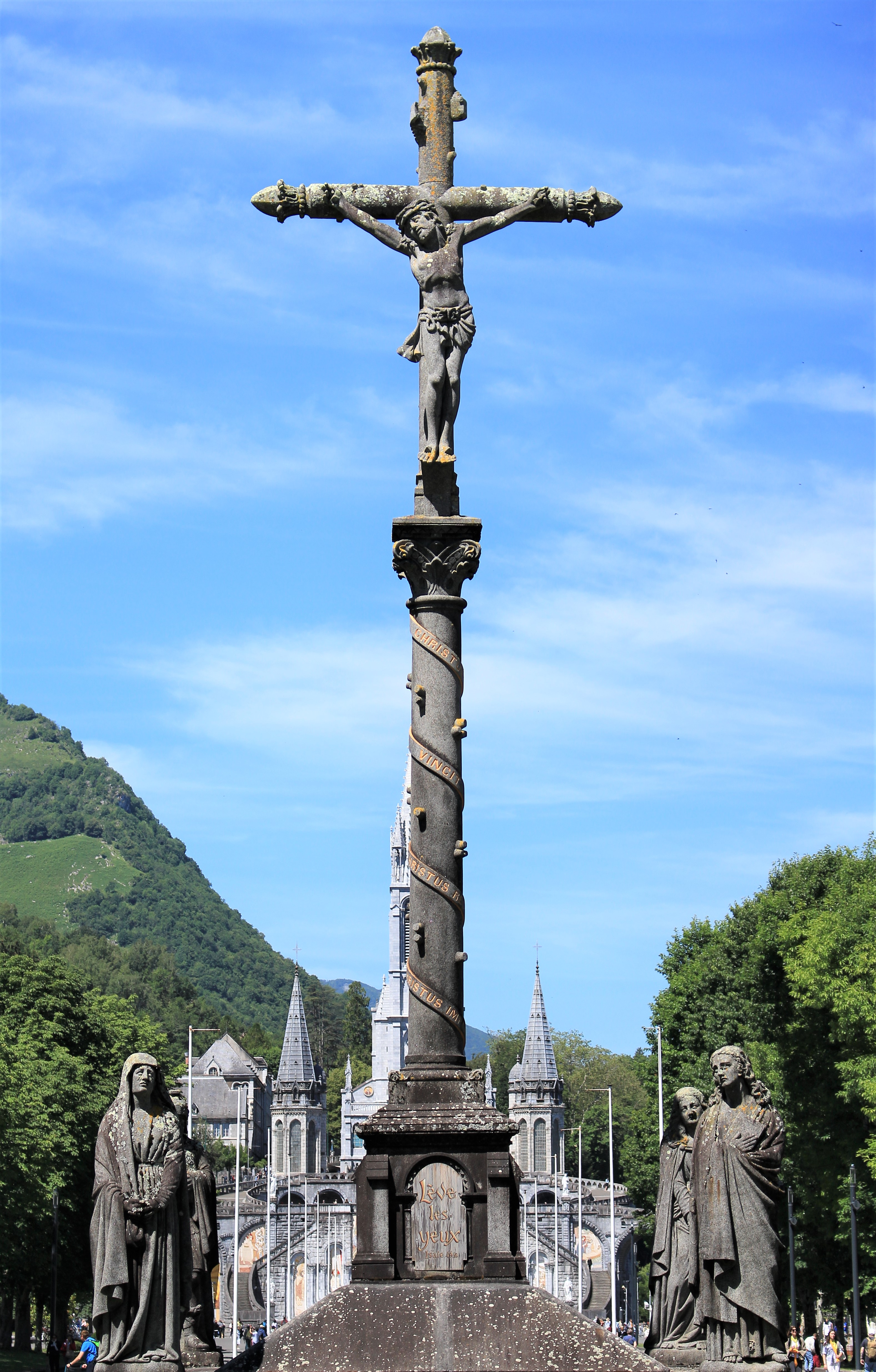
La croix.